# Rue Paul-Louis-Courier
La rue Paul-Louis-Courier est une voie située dans le quartier Saint-Thomas-d'Aquin du 7e arrondissement de Paris.

## Situation et accès

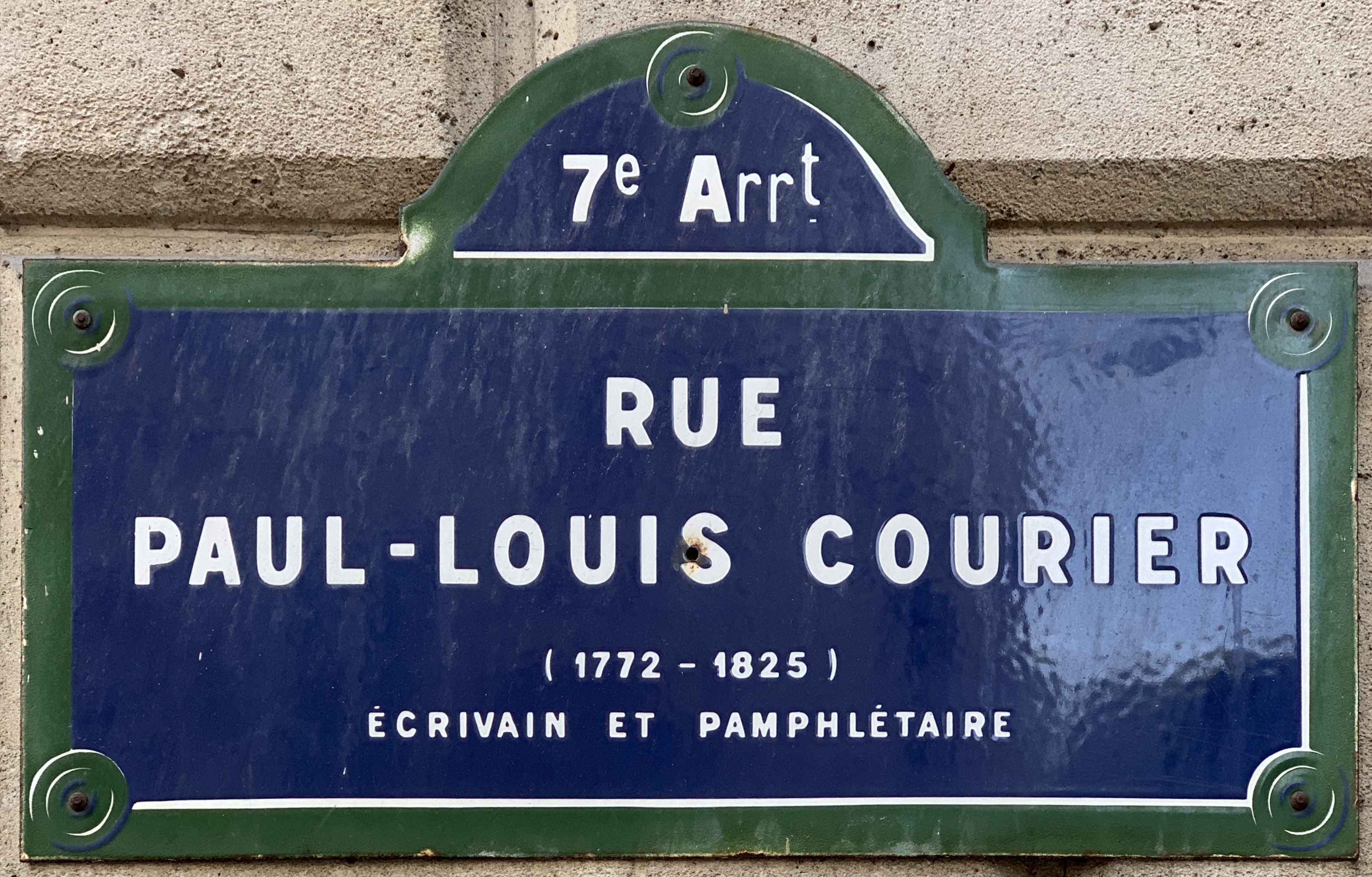
Plaque de la rue.

Longue de 96 mètres, elle commence place René-Char et se termine 3, rue de Saint-Simon.
Elle est desservie par la ligne 12 à la station Rue du Bac.

## Origine du nom

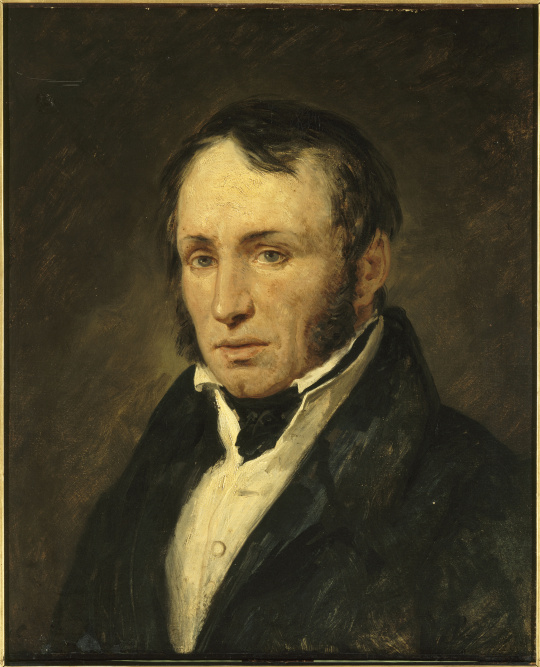
Portrait de Paul-Louis Courier par Ary Scheffer.

Elle porte le nom de l'écrivain Paul-Louis Courier de Méré (1772-1825).

## Historique
Cette voie est ouverte à la fin du XVIIIe siècle sur l'emplacement de l'ancien couvent des Dames de la Visitation, situé au 58, rue du Bac, sous le nom de « passage Sainte-Marie », puis de « passage de la Visitation ».
Elle prend sa dénomination actuelle par un arrêté du 16 août 1879 puis est classée dans la voirie parisienne par un décret du 19 avril 1880.

## Bâtiments remarquables et lieux de mémoire

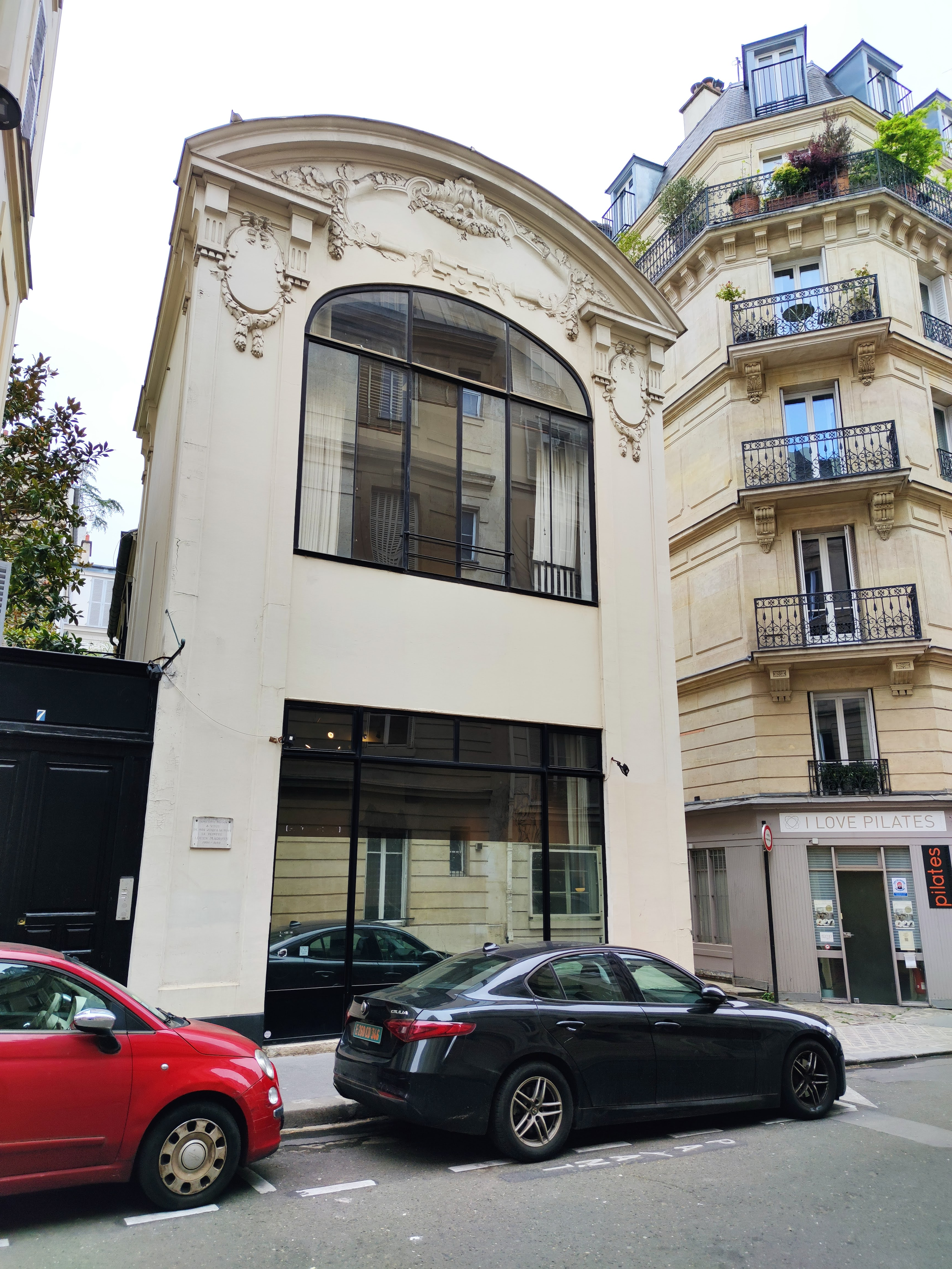
No 7.

- No 7 : le peintre Lucien Ludovic Madrassi (1881-1956) a vécu ici de 1932 à sa mort, en 1956, comme le signale une plaque en façade.
- No 15 : le médecin Anatole Chauffard (1855-1932), y demeure lors de la naissance de sa fille, Juliette Marie Alix, en 1885. Elle épousera le neurologue Georges Guillain[2].